# Nectobrachia indivisa
Nectobrachia indivisa är en kräftdjursart som beskrevs av John Fraser 1920. Nectobrachia indivisa ingår i släktet Nectobrachia och familjen Lernaeopodidae. Inga underarter finns listade i Catalogue of Life.